# Лесниково (Тверская область)
Лесниково — деревня в Оленинском муниципальном округе Тверской области, до 2019 года входила в состав Холмецкого сельского поселения.

## География
Деревня расположена в 28 км на север от посёлка Оленино.

## История
В 1789 году в селе была построена деревянная Никольская церковь с 2 престолами, метрические книги с 1780 года. 
В конце XIX — начале XX века село входило в состав Молодо-Тудской волости Ржевского уезда Тверской губернии. 
С 1929 года деревня являлась центром Лесниковского сельсовета Молодотудского района Ржевского округа Московской области, с 1935 года — в составе Калининской области, с 1958 года — в составе Оленинского района, с 1994 года — в составе Первомайского сельского округа, с 2005 года — в составе Холмецкого сельского поселения, с 2019 года — в составе Оленинского муниципального округа.

## Население
| 1859 | 1883 | 2002 | 2010 |
| ---- | ---- | ---- | ---- |
| 162  | ↗172 | ↘13  | ↘1   |